# Plan de réarmement japonais
Dès le début des années 1930 et jusqu'au début de la Seconde Guerre mondiale, le Plan de réarmement naval japonais est un plan composé de quatre parties destinées à augmenter la puissance de la Marine impériale japonaise.

## Contexte
Le traité naval de Londres, signé en 1930, a placé d'énormes contraintes au Japon par rapport à l'United States Navy et la Royal Navy en termes de tonnage et du nombre de navires capitaux. À cette date, l'effectif est de 89 444 hommes et le tonnage en bâtiments en service, en construction ou autorisé est de 871 122 long tons. En 1938, l'effectif est estimé à environ 130 000 hommes.
La réponse de l'État-major de la marine impériale japonaise est de commencer la construction de nouveaux navires de guerre qui respectent les conditions du traité et de prospecter vers des types de navires non couverts par le traité. Sont ainsi lancés cinq plans connus sous le nom de « Plans Cercles ».

## Les «Plans Cercles»

### Cercle 1

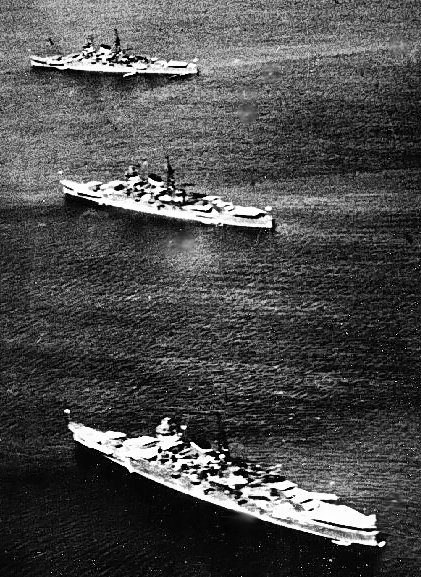
Les croiseurs Mogami, Mikuma, Kumano : Tous construits lors du « Cercle 1 ».

Le premier plan ou « Cercle 1 » a été soumis au ministère de la Marine puis approuvé par le Cabinet du Japon en novembre 1930 puis ratifié par la Diète du Japon en 1931. Ce plan prévoit la construction de 39 navires de guerre centrés sur quatre navires de la classe Mogami ainsi qu'une augmentation du Service aérien de la Marine impériale japonaise à quatorze groupes de combat.
Un plan de financement sur six ans est planifié. Le coût total est de 247 080 000 Yen pour la construction des navires et de 44 956 000 Yen pour l'aviation navale.
Pour l'aviation, ce plan se concentre sur le développement de nouvelles technologies comme de grands hydravions, de bombardiers basés à terre, d'avions d'attaque au sol navalisés ou d'hydravions à flotteurs pouvant être lancés depuis un navire. L'entraînement des pilotes de bombardiers en piqué et de bombardiers-torpilleurs a été prioritaire.
Une addition au plan a eu lieu en 1932. La construction de trois navires supplémentaires : le ravitailleur de sous-marins Taigei et 2 chasseurs de sous-marins.
Navires construits
| Catégorie                   | Classe            | Prévu | Construit                                                  | Conversion                                         |
| --------------------------- | ----------------- | ----- | ---------------------------------------------------------- | -------------------------------------------------- |
| Croiseur léger              | Mogami            | 4     | Mogami, Mikuma, Suzuya, Kumano                             |                                                    |
| Destroyer                   | Hatsuharu         | 12    | Hatsuharu, Nenohi, Wakaba, Hatsushimo, Ariake, Yūgure      | 6 navires ont été convertis en classe Shiratsuyu   |
| Destroyer                   | Shiratsuyu        |       | Shiratsuyu, Shigure, Murasame, Yūdachi, Harusame, Samidare | 6 navires ont été convertis de la classe Hatsuharu |
| Torpilleur                  | Chidori           | 4     | Chidori, Manazuru, Tomozuru, Hatsukari                     |                                                    |
| Sous-marin                  | I-6               | 1     | I-6                                                        |                                                    |
| Sous-marin                  | Classe Kaidai VIa | 6     | I-68, I-69, I-70, I-71, I-72, I-73                         |                                                    |
| Sous-marin                  | Classe Kaichū     | 2     | Ro-33, Ro-34                                               |                                                    |
| Ravitailleur de sous-marins | Classe Taigei     | 1     | Taigei                                                     | a été converti en porte-avions léger Ryūhō         |
| Mouilleur de mines          | Classe Okinoshima | 1     | Okinoshima                                                 |                                                    |
| Mouilleur de mines          | Classe Natsushima | 3     | Natsushima, Nasami, Sarushima                              |                                                    |
| Dragueur de mines           | Classe No.13      | 6     | No.13, No.14, No.15, No.16, No.17, No.18                   |                                                    |
| Chasseur de sous-marin      | Classe No.1       | 2     | No.1 et No.2                                               |                                                    |

### Cercle 2

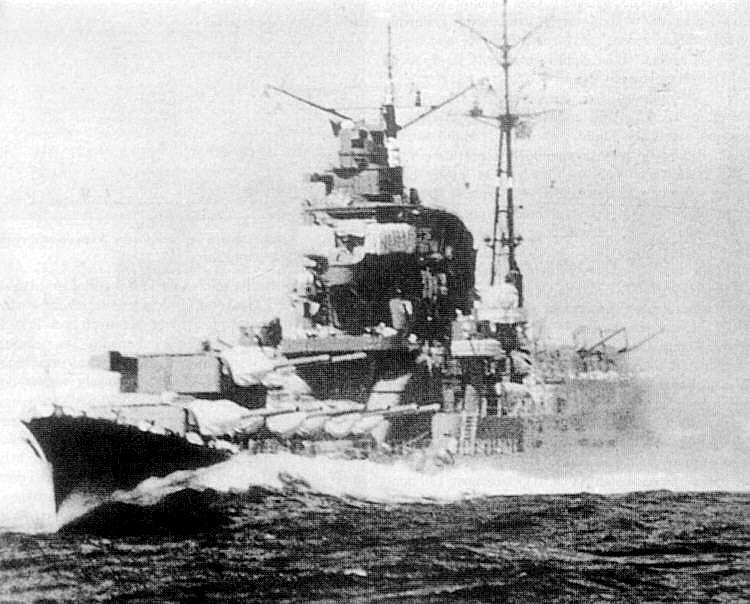
Le croiseur Chikuma autorisé par le « Cercle 2 ».

La deuxième partie du plan ou « Cercle 2 » est retardée à cause de l'incident du Tomozuru (en). Cet accident a révélé au grand jour de mauvaises techniques de constructions et une mauvaise stabilité des navires à cause d'un armement surdimensionné. En conséquence, la majeure partie du budget de la Marine en 1932-1933 est consacrée à des modifications.
Navires construits
| Catégorie              | Classe             | Prévu             | Construit                                                                                 | Conversion                                                           |
| ---------------------- | ------------------ | ----------------- | ----------------------------------------------------------------------------------------- | -------------------------------------------------------------------- |
| Croiseur léger         | Classe Tone        | 2                 | Tone, Chikuma                                                                             | Converti en croiseur lourd                                           |
| Porte-avions           | Soryu              | 2                 | Soryu                                                                                     | 1 navire est converti en classe Hiryū                                |
| Porte-avions           | Hiryū              |                   | Hiryū                                                                                     |                                                                      |
| Destroyer              | Classe Shiratsuyu  | 4                 | Umikaze, Yamakaze, Kawakaze, Suzukaze                                                     |                                                                      |
| Destroyer              | Classe Asashio     | 10                | Asashio, Ōshio, Michishio, Arashio, Yamagumo, Natsugumo, Asagumo, Minegumo, Arare, Kasumi |                                                                      |
| Torpilleur             | Classe Ōtori       | 16 (8 construits) | Ōtori, Hiyodori, Hayabusa, Kasasagi, Kiji, Kari, Sagi, Hato                               |                                                                      |
| Sous marin             | Type Junsen        | 2                 | I-7, I-8                                                                                  |                                                                      |
| Sous marin             | Classe Kaidai VIb  | 2                 | I-74, I-75                                                                                |                                                                      |
| Transport d'hydravions | Classe Chitose     | 2                 | Chitose, Chiyoda                                                                          |                                                                      |
| Transport d'hydravions | Classe Mizuho      | 1                 | Mizuho                                                                                    |                                                                      |
| Chasseur de sous-marin | Classe No.1        | 1                 | No.3                                                                                      |                                                                      |
| Chasseur de sous-marin | Classe No.251      | 3                 | No.51, No.52, No.53                                                                       |                                                                      |
| Pétrolier ravitailleur | Classe Tsurugizaki | 2                 | Tsurugizaki, Takasaki                                                                     | Les deux navires ont été convertis en porte-avion de la Classe Zuiho |
| Navire-atelier         | Akashi             | 1                 | Akashi                                                                                    |                                                                      |

### Cercle 3

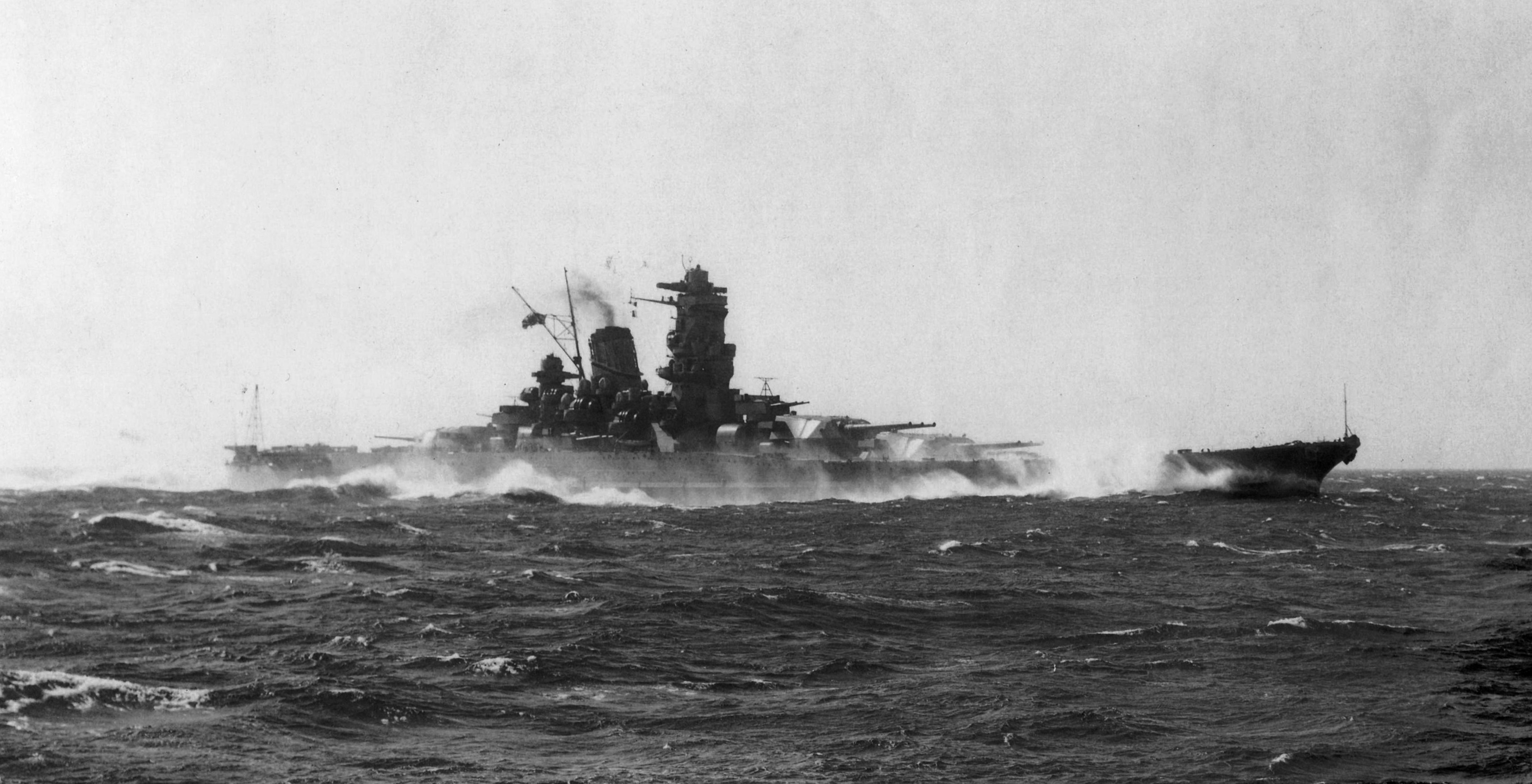
Le cuirassé Yamato lors de ses essais en 1941.

En 1937, le traité de Londres a expiré et le gouvernement japonais a refusé de participer à des négociations sur le désarmement. La troisième partie du plan est adoptée en 1937 par la Diète du Japon. Il envisage la construction de 66 nouveaux navires centrés sur deux navires de la classe Yamato et deux porte-avions de la classe Shokaku.
Navires construits
| Catégorie              | Classe         | Prévu | Construit        | Conversion |
| ---------------------- | -------------- | ----- | ---------------- | ---------- |
| Cuirassé               | Classe Yamato  | 2     | Yamato, Musashi  |            |
| Porte-avions           | Classe Shōkaku | 2     | Shōkaku, Zuikaku |            |
| Transport d'hydravions | Classe Nisshin | 1     | Nisshin          |            |

### Cercle 4
En septembre 1939, la quatrième partie du plan, le « Cercle 4 », prévoit la construction de 80 navires de guerre supplémentaires, parmi lesquels deux Yamatos supplémentaires, le porte-avions Taihō et un agrandissement de la puissance aéronavale.

### Cercle 5
En juin 1941, le « Cercle 5 » est approuvé en réponse au Two-Ocean Navy Act de 1940 de la Marine américaine. Il comprend la construction de trois Yamato et de trois croiseurs de bataille ; peu de ces navires sont construits et il est annulé après la bataille de Midway et remplacé par un « Cercle 5 revu » qui donne la priorité aux porte-avions et aux sous-marins.

## Avancement et complétion
En 1941, trois plans spéciaux sont rajoutés, concentrés sur la construction de petits navires.
Lorsque la guerre du Pacifique éclate en décembre 1941, presque tous les navires du Cercle 3 ont été construits et ceux du Cercle 4 ainsi que des plans spéciaux entamés.

## Budget
En 1914, le budget naval est de 1,240 milliards de franc français valeur 1930, le plus faible des cinq pays participants au traité naval de Londres en 1930. 
En 1929, le budget est de 269 117 000 yens. En 1930. il est de 263 937 688 yens soit 3,230 milliards de francs valeur 1930, derrière les États-Unis (7,5 milliards de francs) et l'Empire britannique (6,8 milliards de francs) et devant la France (2,618 milliards de francs) et le royaume d'Italie (1,610 milliards). Et le pourcentage du budget de l'État japonais consacré à la marine est de 15 %; très loin devant les autres participants (de 7,5 % pour les États-Unis à 5,3 % pour la France).  
Son budget avant la guerre du Pacifique est le suivant, :
| Exercice              | 1937/38       | 1938/39       | 1939/40       |
| --------------------- | ------------- | ------------- | ------------- |
| Budget ordinaire      | 273 953 380 ¥ | 293 382 000 ¥ | 287 215 000 ¥ |
| Budget extraordinaire | 407 700 286 ¥ | 383 976 000 ¥ | 366 726 000 ¥ |
| Total                 | 681 658 616 ¥ | 687 358 000 ¥ | 658 942 000 ¥ |

Les crédits indiqués pour les constructions neuves ont été (Titre I, budget extraordinaire) pour 1937-38 de 218 195 000 yens et pour 1938-39 de 218 420 000 yens. On pense qu'il s'agissait, dans les deux cas, des sommes nécessaires à l'achèvement de la seconde tranche du Programme naval de remplacement de mars 1937 et peut-être au paiement du solde concernant les derniers bâtiments du programme 1934.
En outre, trois états de nouveaux crédits ont été ouverts en mars 1939 :
- 1 205 000 000 yens pour une période de six ans, au titre des constructions neuves;
- 488 000 000 yens, pour une période de cinq ans, au titre de l'aviation maritime (300 000 000 de yens et des arsenaux et de la défense de la côte;
- 194 000 000 de yens, pour une période de cinq ans, dont 91 000 000 pour la modernisation de l'armement en général, 90 000 000 pour l'aviation et 13 000 000 pour divers chapitres.

D'autre part, cinq budgets supplémentaires spéciaux ont successivement accordés à la Marine depuis juillet 1937, au titre des opérations en Chine :
- 9 100 000 yens
- 95 100 000 yens
- 349 958 000 yens
- 1 043 000 000 yens (du 1er février 1938 au 1er avril 1939)
- 1 020 000 000 yens (du 1er avril 1939 au 31 mars 1940)

Ces derniers crédits couvrent les dépenses de personnel et approvisionnements correspondants, celles nécessitées par l'accroissement rapide des forces aériennes, les communications, les constructions, le remplacement des diverses armes, les dépenses de réquisition (réserves appelées et bâtiments), les indemnités aux tués et blessés.